# هالينا أسكيوفيتش-وينو
هالينا أسكيوفيتش-وونو (بالبولندية: Halina Aszkiełowicz-Wojno) (4 فبراير 1947 - 22 يونيو 2018) هي لاعبة كرة طائرة بولندية سابقة، وعضوة في منتخب بولندا لكرة الطائرة للسيدات في 1965-1973 ، حائزة على الميدالية البرونزية خلال مشاركتها في دورة الألعاب الأولمبية المكسيك 1968 ، والميدالية الفضية في البطولة الأوروبية عام 1971 .

## روابط خارجية
- هالينا أسكيوفيتش-وينو على موقع اللجنة الأولمبية الدولية (الإنجليزية)
- هالينا أسكيوفيتش-وينو على موقع أوليمبيديا (الإنجليزية)
- هالينا أسكيوفيتش-وينو على موقع اللجنة الأولمبية البولندية (مؤرشف) (البولندية)